# Coffee shop

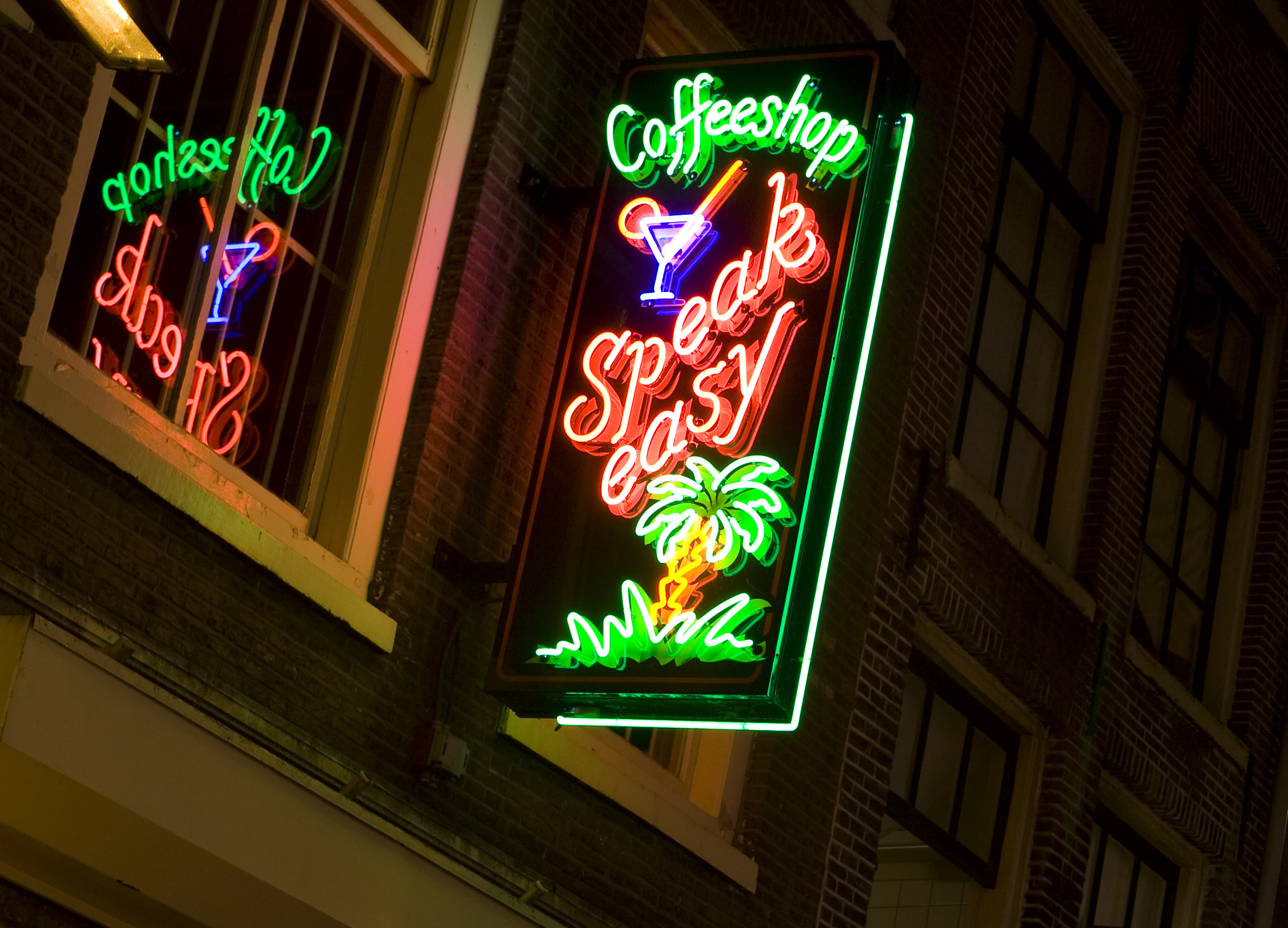
Letrero de un coffee shop en Ámsterdam.

En los Países Bajos, un coffee shop (o coffeeshop) es una especie de local o restaurante, que tiene como característica principal la posibilidad de venta y consumo legal de cannabis (marihuana), hachís, alimentos con Cannabis y otros productos con extractos de esta planta. Los coffee shops existen gracias a la tolerancia de drogas suaves en los Países Bajos.

## En Ámsterdam

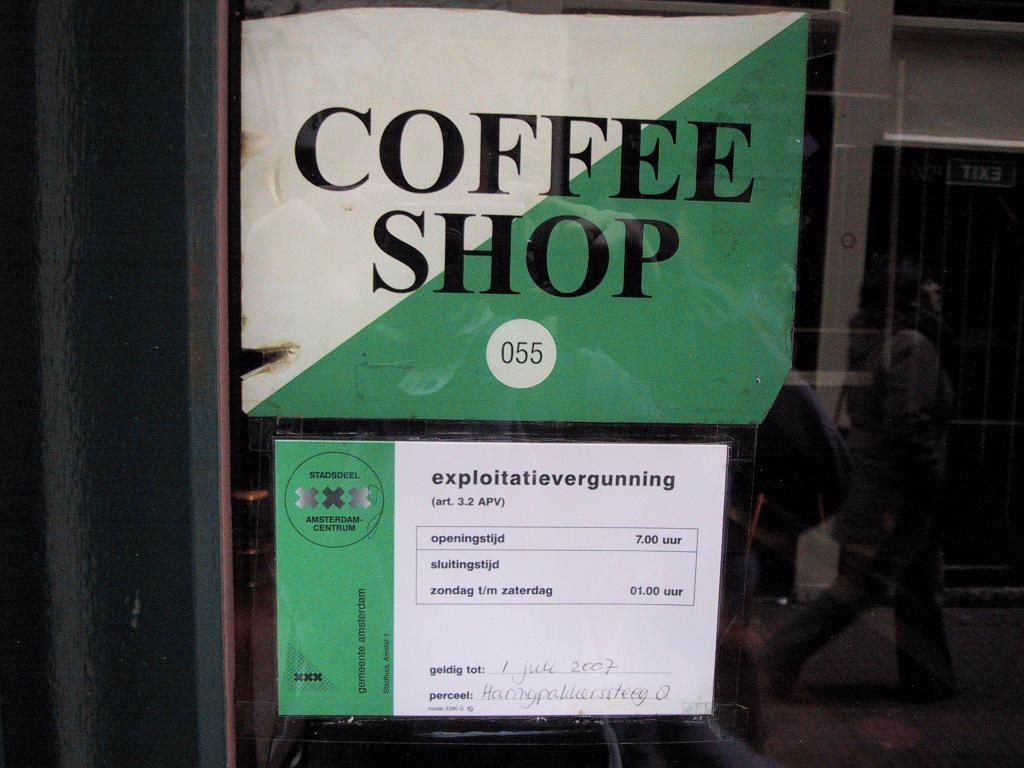
Licencia requerida junto a la entrada de cada coffee shop.

En Ámsterdam, existen diversos coffee shops, y suelen recibir grandes cantidades de turistas de la Unión Europea y de otros países del mundo durante casi todo el año. Los precios de sus productos varían, pero suelen ser aproximadamente de 12 euros por 1,4 g de cannabis (lo cual es caro comparándolo con otros países), dependiendo de las características de esta misma, aunque también se ofrecen porros de cannabis mezclado con tabaco u otras hierbas. En cada local, está permitido comprar hasta 5 gramos de cannabis puro por persona en un día. Así mismo, también se puede comprar hachís por precios similares.

## Ambiente

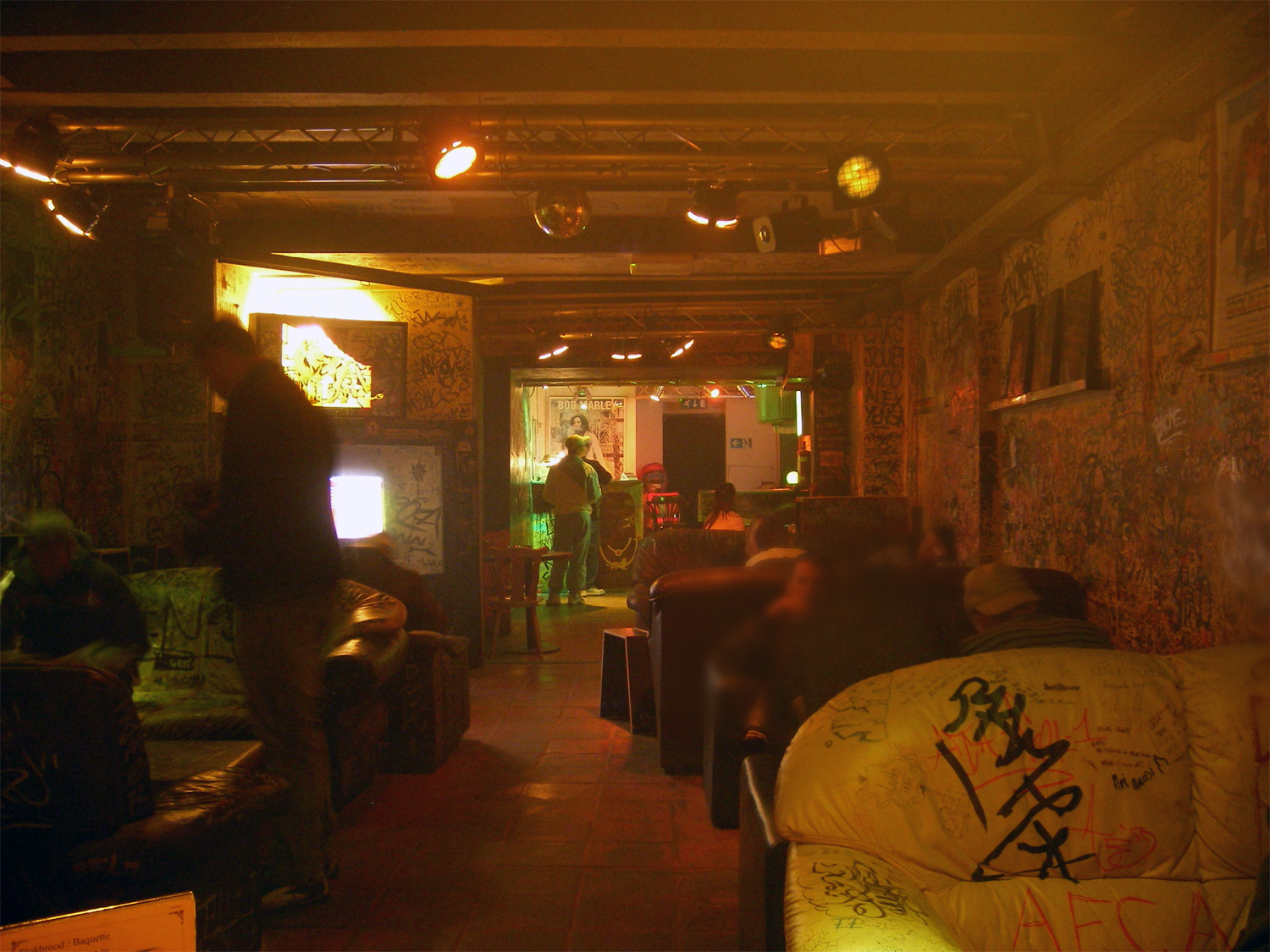
Dentro de un coffee shop en Maastricht.

Un coffee shop es parecido a un restaurante pequeño con mesas y sillas, ceniceros; música y diversos aparatos de entretenimiento, como mesas de ajedrez, cartas, televisión, mesas de billar, etc.
Normalmente, además de cannabis, se venden bebidas, como té, café, leche o bebidas de frutas naturales. Si el local, además de permitir el consumo de cannabis, vende alcohol, entonces se prohíbe la venta de cannabis.
La carta (o menú) ofrece los diferentes tipos de cannabis disponibles en el coffee shop. En otras ciudades de los Países Bajos también se encuentran coffee shops, pero en menor número. Se prohíbe estrictamente el paso de menores y el consumo de otras drogas más fuertes.